# Tour de la Meloria
La tour de la Meloria (en italien : Torre della Meloria), est une tour située en face du port de Livourne dans la province de Livourne en Toscane,.
Elle se trouve dans une zone d'eaux peu profondes et de rochers émergeant de la mer de Ligurie (l'écueil de la Meloria), à environ 7 km en face du port.

## Historique
La tour est une construction du XVIIIe siècle, isolée dans la zone de mer qui fut en 1284 le théâtre de la célèbre bataille de la Meloria au cours de laquelle la flotte de la république de Gênes vainquit celle de la république de Pise, qui ne se remit jamais de cette défaite. Administrativement, elle fait partie de la commune de Livourne.

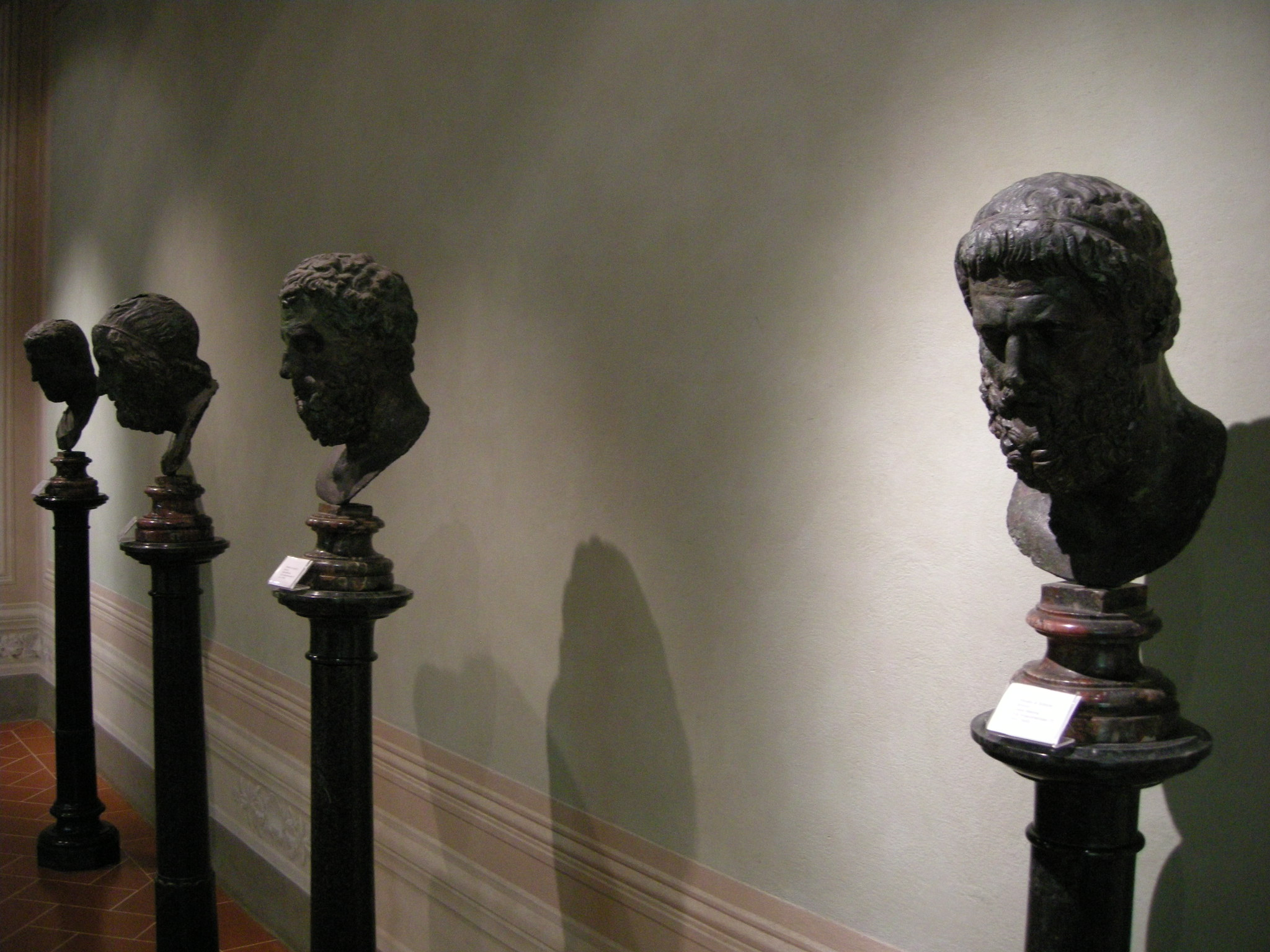
Les bronzes de la Meloria

En 1722, dans les fonds marins environnants, quatre têtes en bronze de la fin de la Renaissance (Bronzi della Meloria (it)) ont été trouvées, représentant Homère, Sophocle, Eschyle et celle d'un inconnu, puis emmenées Musée archéologique national de Florence.
Le premier phare sur Meloria a été érigé par la république de Pise vers le XIIe siècle pour signaler la présence de dangereux hauts-fonds au large de Porto Pisano, le vaste système portuaire qui s'étendait dans les zones nord de l'ancien village livournais. Il avait également la fonction de forteresse, tandis que le phare fut confié d'abord aux Bénédictins de Pise et ensuite aux Augustins de l'ancienne église de San Jacopo à Acquaviva, à Livourne.
La tour, détruite par les Génois en 1286, fut reconstruite en 1598 sur ordre du grand-duc Ferdinand Ier de Médicis, mais fut ensuite démolie par la force de la mer.
La construction actuelle remonte à 1709 et a été construite sous Cosme III de Médicis : elle se compose de quatre piles reliées par des arcs brisés sur lesquels repose le corps de la tour actuelle, pour offrir moins de résistance aux vagues.

### Signalisation maritime
Cependant, la tour manquait de système de signalisation pour les marins, c'est pourquoi, à partir du 15 mai 1867, elle fut flanquée d'un phare métallique de 20 m de haut.
Actuellement, les hauts-fonds sont balisés par deux phares (phare de Meloria (sud) et Phare de Meloria (nord) et d'une balise photovoltaïque.

## Galerie

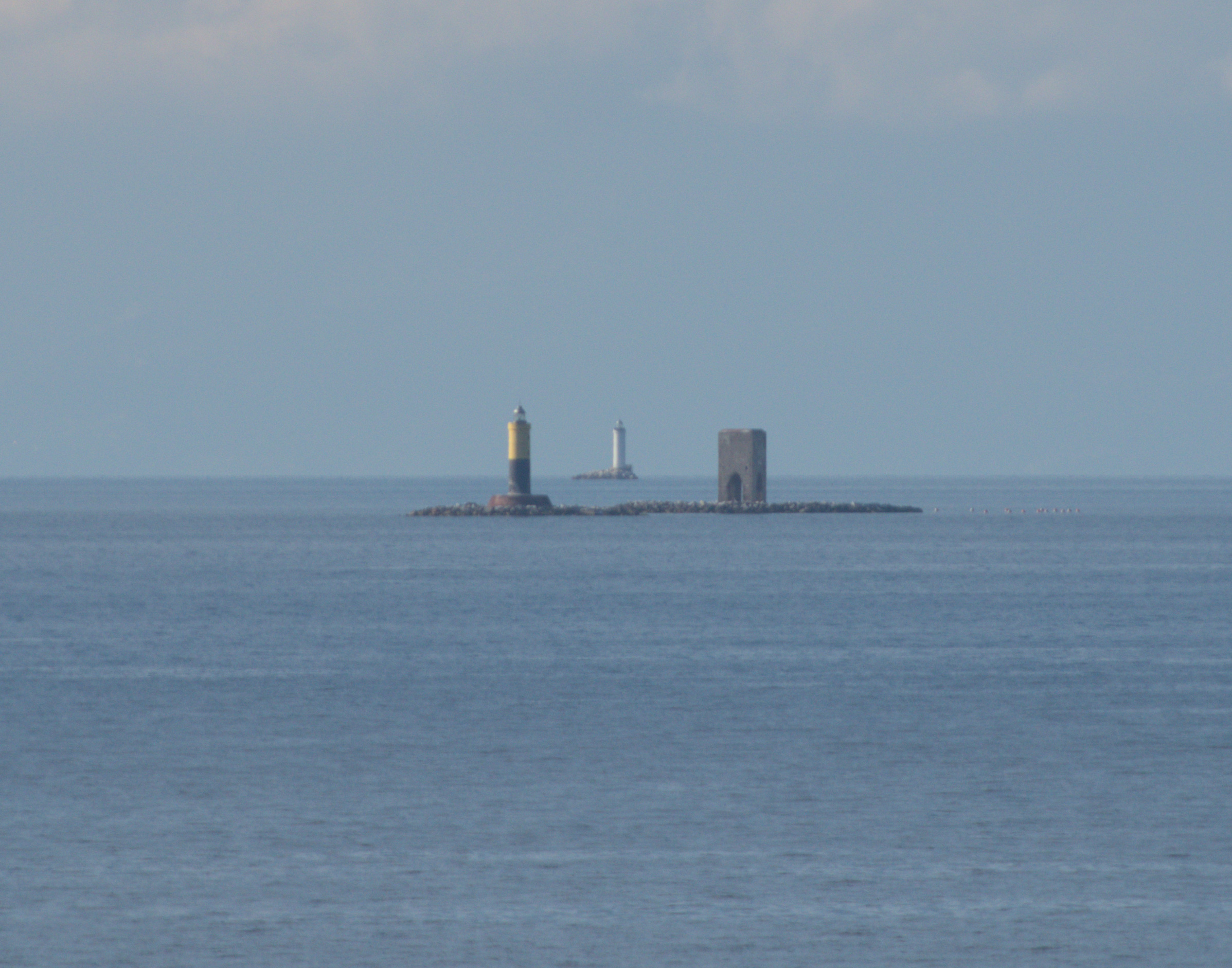
La tour de la Meloria et les deux phares
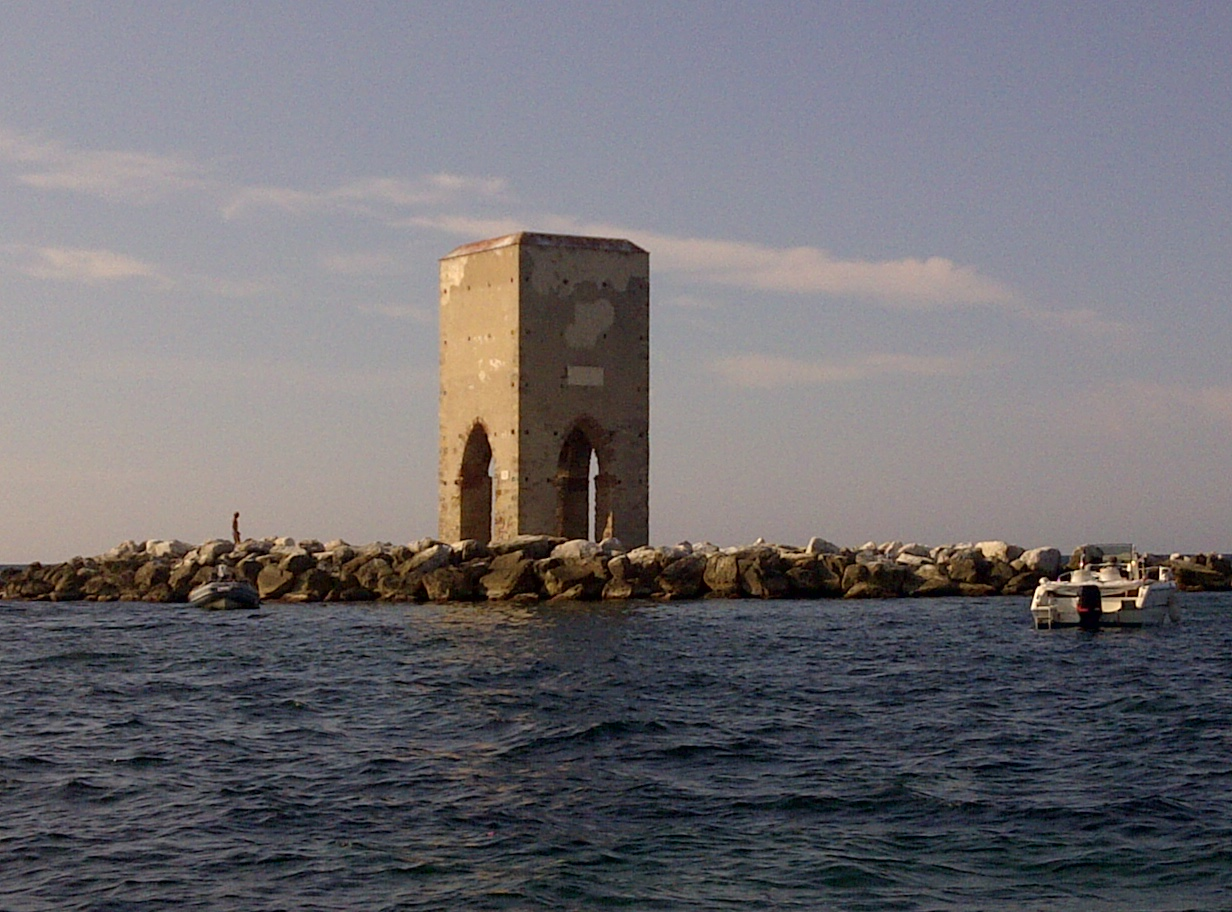